# Bellevalia validicarpa
Bellevalia validicarpa là một loài thực vật có hoa trong họ Măng tây. Loài này được Ponert mô tả khoa học đầu tiên năm 1971.